# Terrorangrebet i Beslan
Terrorangrebet i Beslan forløb fra den 1. september til 3. september 2004, hvor en gruppe separatister og fundamentalistisk islamiske terrorister angreb en skole og tog mere end 1200 skolebørn og voksne som gidsler i Beslan - en lille by i den russiske republik Nordossetien i det nordlige Kaukasus. På gidseldramaets tredje dag udbrød der kampe mellem terroristerne og russiske og ossetiske sikkerhedsstyrker, der efter flere timers intens kamp fik nedkæmpet angriberne. 334 civile blev dræbt, inklusive 186 børn, og hundredvis andre blev såret. Terroristlederen Sjamil Basajev erklærede sig senere som bagmand for angrebet og lovede flere angreb i fremtiden.

## Tidsforløb

### Dag 1

#### Baggrund
Angrebet på skolen startede den 1. september 2004 - en dag der traditionelt set er første skoledag i Rusland og refereret til som "Vidensdag" eller "Første september". På denne dag ledsages skolebørnene i skole af deres forældre og andre familiemedlemmer for at deltage i festligheder i dagens anledning. Det er en tradition, at de nye skolebørn giver blomsterbuketter til de skoleelever, der starter på deres sidste år og følges op i deres klasse af ældre elever.
Skolen hed "Skole nummer 1" (SNE) og var en ud af syv skoler i Beslan. Der var på en normal dag omkring 900 skoleelever i alderen 6 til 18 foruden 59 lærere og en del andet administrativt personale. På grund af festlighederne omkring den første skoledag var der på denne dag ekstra mange mennesker i skolen. Gymnastiksalen, hvor størstedelen af de omkring 1200 gidsler skulle tilbringe de næste 56 timer, var en ny bygning. Den var 10 meter bred og 25 meter lang.

#### Gidseltagningen
Klokken 9:30 lokal tid, blev skolen stormet af en gruppe på ca. 32 sværtbevæbnede terrorister iført militærcamouflagetøj og skimasker – og i nogle tilfælde bombebælter. Angriberne ankom i en stjålen politi GAZ varevogn og en GAZ-66 militærlastbil. Først troede flere af eleverne, at det var en russisk militærøvelse. Terroristerne fik dem dog hurtigt på andre tanker med trusler og skud, og gennede dem sammen i gymnastiksalen. Under de kaotiske omstændigheder lykkedes det omkring 50 elever at flygte og alarmere myndighederne i den nærliggende politistation.
Efter en skudveksling med det lokale politi og en bevæbnet civil ("Ruslan Gapojev" – som blev dræbt i skyderierne), i hvilke en af angriberne blev skudt indtog angriberne skolebygningerne og tog mellem 1.200 og 1.300 gidsler. Gidslerne blev gennet sammen i gymnastiksalen og frataget fotografiapparater, videokameraer og mobiltelefoner; en af de kvindelige terrorister (shahidka) truede gidslerne med at hvis hun fandt et gidsel med en telefon ville hun skyde ham og tre andre gidsler ved siden af. De beordrede alle at knæle på gulvet, kun at tale på russisk (og ikke det lokale, ossetisk – så gidseltagerne kunne forstå det) og kun sige noget hvis tiltalt. Da en far ved navn "Ruslan Betrozov" stillede sig op for at berolige gidslerne og gentog instrukserne på ossetisk, gik en af terroristerne hen til ham og dræbte ham med et enkelt skud i hovedet. En anden far, "Vadim Bollojev", som nægtede at knæle, blev også skudt og blødte til døde. Gidseltagerne informerede gidslerne om, at ethvert forsøg på modstand ville blive mødt med massehenrettelser, inklusive kvinder og børn. En af terroristerne havde advaret om, at enhver der prøvede at gøre modstand ville blive efterladt i live, mens hans eller hendes børn ville blive skudt.
Efter at have samlet alle gidslerne i gymnastiksalen, udvalgte terroristerne omkring 15-22 af de tilsyneladende stærkeste mandlige gidsler, og beordrede dem ind i et andet rum (kaldet "henrettelsesrummet"). Her blev de stillet op langs væggen og skudt med automatrifler under skrig med "Allah Akbah!" ("Gud er stor!"). Det lykkedes to af gidslerne at snyde terroristerne ved at lade som om de var døde, resten døde. Andre af gidslerne blev beordret til at vaske blodet af gulvet og smide ligene ud af vinduet. Under dette undslap en af de to, Aslan Kudzayev, ved at springe ud af vinduet (et fald på seks meter). Myndighederne tilbageholdt ham kortvarigt under mistanke for at være en af terroristerne.

#### Belejringen
Udenfor skolen blev en uorganiseret sikkerhedslinje oprettet rundt om skolen, bestående af det lokale militsija (politi) og russiske hærenheder; OSNAZ specialenheder, inklusive FSBs eliteenheder Alfa og Vympel, og styrker fra MVDs specialenheder under OMON. Den russiske regering havde i starten fået en forkert opfattelse af omfanget af gidseltagningen, og fejlrapporterede antallet af gidsler til kun at være 354; dette provokerede gidseltagerne til yderligere mishandling af gidslerne.
Terroristerne minerede gymnastiksalen og de andre skolebygninger med bomber, mest iøjnefaldende var de bomber der blev hængt op over gidslerne samlet i gymnastiksalen. De truede med at sprænge skolen i luften med alle gidslerne, såfremt politiet prøvede at befri gidslerne. Desuden truede terroristerne med at dræbe 50 gidsler for hver af dem, som blev dræbt af politiet samt at dræbe 20 gidsler for hver af dem, som blev såret.
De kvindelige terrorister, kaldet shahidka, bar alle bombebælter. Adskillige gidsler blev dræbt og andre hårdt såret da et af de kvindelige terrorister pludselig sprængte i luften; enten ved et uheld – eller efter at have været sprunget i luften ved fjernkontrol af en anden af gidselstagerne (lederen, kaldet Polkovnik – russisk for oberst). Meningen skulle være at dræbe dem, som viste åben uenighed med børnegidslerne. Ingen af de kvindelige shahidka-terrorister styrede selv, hvornår deres bombebælter skulle sprænges i luften, og de havde tilsyneladende før angrebet på skolen fået oplyst, at målet var russiske militærenheder.[kilde mangler] Ydermere mente de kvindelige terrorister, at de var blevet snydt, da de opdagede, at målet var børn.[kilde mangler]
Den russiske regering proklamerede indledningsvis, at den ikke ville bruge magt til at frigive gidslerne, og på gidseltagningens første og anden dag blev der ført forhandlinger med gidseltagerne for at få gidslerne frigivet. Terroristerne havde krævet at forhandle gennem Leonid Roshal, en børnelæge som også havde deltaget i forhandlingerne ved den tidligere gidselaktion i terrorangrebet mod et teater i Moskva i 2002. Imidlertid var terroristernes krav kun blevet formidlet gennem nogle krøllede håndskrevne noter, og de russiske forhandlere havde forvekslet Leonid Roshal med Vladimir Rushailo – en russisk sikkerhedsofficer.
Efter russisk ønske blev der indkaldt et ekstraordinært møde i FNs sikkerhedsråd aftenen på den 1. september – angrebets første dag. Sikkerhedsrådet krævede "en umiddelbar og betingelsesløs frigivelse af alle gidsler taget under terrorangrebet"
 og den amerikanske præsident George W. Bush lovede "enhver form for støtte" til Rusland. Om aftenen begyndte gidseltagerne at udforske området omkring skolen, i forberedelse på en exitstrategi ifald de fik deres krav opfyldt.

## Dag 2
På andendagen brød forhandlingerne mellem Roshal og terroristerne sammen, og terroristerne nægtede at lade russerne levere mad, vand og medicin til gidslerne eller at fjerne de dræbte gidsler, som var blevet smidt ud af vinduet fra henrettelsesrummet. Terroristerne havde den første dag og nat kun ladet gidslerne få sparsom adgang til vand men ingen mad, - nu blev gidslerne fuldkommen nægtet vand. Afsavnet var specielt hårdt for de små børn, hvoraf mange havde været tvunget til at stå oprejst længe i den varme, tætpakkede gymnastiksal. I løbet af dagen og natten blev mange så medtagede og desperate, at de begyndte at spise blomster og drikke deres egen sved og urin. Børnene begyndte at besvime af tørst og udmattelse, og forældrene frygtede, at de skulle dø. Fra tid til anden ville gidselstagerne fjerne nogle af de besvimede børn og kaste noget vand i hovedet på dem før de blev smidt tilbage i salen. Senere på dagen begyndte flere af de voksne også at besvime. Da eksplosionerne og kampene begyndte på tredjedagen var mange af børnene så medtagede, at de ikke formåede at flygte fra ødelæggelserne.
I løbet af eftermiddagen tillod gidseltagerne alligevel den tidligere ingushetiske præsident Ruslan Aushev at komme ind i skolen og tage 26 gidsler – 11 ammende mødre og 15 børn – med ud. Dette medførte dog i sig selv en række fortvivlede valg, når der skulle udvælges, hvem der fik lov at gå. En ulykkelig mor, som havde to børn blandt gidslerne i salen, blev af terroristerne beordret til at vælge mellem sine børn, ét barn skulle med ud – det barn hun efterlod blev senere dræbt. En anden mor kunne ikke bære at efterlade sit ældre barn alene tilbage i salen og gav i sidste øjeblik sin baby til Aushev, så han kunne bære det ud, mens hun selv blev tilbage. Terroristerne gav Ruslan Aushev et håndskrevet papir med krav fra deres leder Sjamil Basajev, som ikke selv var tilstede i Beslan. Men tilsyneladende nåede dette papir aldrig de russiske myndigheder, eller det blev holdt hemmeligt af dem, for senere blev det fra officiel side oplyst, at gidseltagerne ikke havde fremsat nogen krav..
Omkring klokken 15:30 affyrede terroristerne to raketter med ca. 10 minutters mellemrum mod sikkerhedsstyrkerne udenfor skolen, hvilke ødelagde en politibil, men sikkerhedsstyrkerne besvarede ikke skuddene. Som dagen og natten skred frem gjorde kombinationen af stress, søvnmangel og sandsynligvis også narkotikaabstinenser, terroristerne stadig mere hysteriske og uberegnelige. De grædende børn irriterede terroristerne og flere gange truede de med at skyde grædende børn og deres mødre, hvis de ikke stoppede med at græde. Gidseltagerne lyttede til det tyske hård-rock band Rammstein for at holde sig selv "på kanten".

## Dag 3
Kort efter kl. 13:00 på tredjedagen eksploderede situationen bogstaveligt talt, da nogle af de opsatte bomber detonerede inde i gymnastiksalen. Dette medførte ultimativt, at skolen blev stormet af russiske sikkerhedsstyrker. Hvad der helt specifikt skete, hvornår og i hvilken rækkefølge, er stadig et uafklaret og stærkt kontroversielt spørgsmål. Specielt spørgsmålet om, hvilken side der initierede de endelige angreb og typen og graden af ødelæggelse effektiviseret af de russiske våben, har været omstridt. Her følger de mest udbredte teorier om forløbet, der ledte op til stormen på skolen:
- Omkring 13:04 gik gidselstagerne med til, at redningspersonale fjernede ligene foran skolen. Men da de nærmede sig ligene, hørtes der pludselig eksplosioner inde fra gymnastiksalen, og gidselstagerne åbnede ild mod dem. To af redningsmændene blev dræbt, mens resten fandt dækning. Eksplosionerne nedrev en del af gymnastiksalens mur, hvorigennem omkring 30 gidsler kunne undslippe – om end en del blev skudt under flugten fra terroristerne og som følge af krydsild mellem russiske styrker og terroristerne.[kilde mangler]

- Præsidentens rådgiver, Aslambek Aslakhanov, meddelte, at årsagen til skyderierne og den efterfølgende storm på skolen var, at nogle af terroristernes bomber var eksploderet ved et uheld.[34] Ifølge en teori havde en af bomberne været løst opsat med tape og faldt til gulvet og eksploderede.[35]

- Ruslan Aushev fortalte avisen Novaya Gazeta, at den første eksplosion blev udløst, da en af terroristerne ved et uheld snublede over udløseren, hvilket medførte, at bevæbnede civile uden for skolen – nogle af dem tilsyneladende fædre til gidsler – åbnede ild mod skolen. Ingen af de autoriserede sikkerhedsstyrker deltog i skyderierne på dette tidspunkt, men Aushev mente, at skyderierne ledte til, at terroristerne troede, at skolen blev stormet.[36]

- En tredje udlægning gik på, at en snigskytte skød en af terroristerne, hvis fod stod oven på en detonator, der derefter blev udløst.[37]

- Juri Saveljev fra den Russiske Statsduma mente, at skyderierne begyndte efter, at skolen var blevet ramt af granater affyret af russiske styrker uden for skolen, og at terroristernes egne bomber ikke eksploderede.[38]

- Alexander Torshin hovedansvarlig for en dybdegående undersøgelse af hændelsesforløbet, kom frem til, at terroristerne bevidst havde detoneret bomber blandt gidslerne for at overraske og presse de russiske forhandlere.[39]

### Angrebet på skolen
Efter eksplosionerne og skyderierne mellem terroristerne og de russiske styrker var begyndt, eskalerede situationen hurtigt til en fuld storm på skolen. En gruppe gidsler som var kommet sig over eksplosionerne, begyndte at flygte ud af de sprængte vinduer og de åbninger i muren, som eksplosionerne havde efterladt, men mange af dem blev skudt ned, dels som følge af, at terroristerne bevidst skød efter dem og fordi de blev fanget i krydsilden mellem dem og russiske styrker, som skød tilbage mod terroristerne. En kaotisk ildkamp brød ud, mens russiske styrker og bevæbnede civile prøvede at redde de flygtende gidsler i sikkerhed, mens andre elitestyrker stormede skolen, alt imens terroristerne først prøvede et modangreb og senere trak sig tilbage mod cafeteriet med en gruppe af gidslerne, som de brugte som menneskeskjolde.[kilde mangler]
Omkring kl. 15:00, efter to timers kamp, erklærede russiske styrker, at de havde kontrol over det meste af skolen. Imidlertid var der stadig spredte skyderier til hen på aftenen, inklusive et maskingevær på skolens tag og en eller flere terrorister, som havde forskanset sig i kælderen med en gruppe gidsler, som de brugte som menneskeskjolde, – ingen af disse gidsler overlevede. Under kampene var en gruppe på 13 terrorister sluppet igennem nettet af russiske styrker og havde taget ophold i en nærliggende toetagers bygning. De blev senere omkring kl. 21:00 dræbt af russiske styrker, som anvendte flammekastere og kampvogne. En af terroristerne prøvede at undslippe, forklædt som russisk ambulancefører, men blev opdaget og lynchet af den ophidsede folkemængde, hvilket blev filmet af et kamerahold fra det engelske Sky News, mens en anden terrorist, der prøvede at gemme sig under en lastbil, blev taget til fange af OMON-tropper. Han blev senere identificeret som Nur-Pashi Kulayev – den eneste overlevende terrorist, nu idømt livsvarigt fængsel.

### Efterspil
Den russiske chefanklager Alexander Fridinsky udtalte, at 31 af de 32 gidseltagere var blevet dræbt og en var blevet taget i live. Mindst 11 OSNAZ specialstyrker fra eliteenhederne Alfa og Vympel var blevet dræbt i kamp, inklusive lederen af Alfa-enheden, mens mere end 30 var blevet såret. Dette er det største tab i et enkelt slag i enhedernes historie.[kilde mangler]
Mange af de overlevende gidsler var blevet hårdt såret, og en del døde på hospitaler i de efterfølgende døgn. Mange de øvrige gidsler var hårdt psykisk medtaget, hvoraf mindst et gidsel gjorde selvmord efter at være kommet hjem. Præsident Vladimir Putin beordrede to dages nationale sørgedage; den 6. og 7. september. På andendagen deltog 135.000 personer i en protestdemonstration mod terrorisme på den Røde Plads i Moskva, som Putin også deltog i efter at have aflyst et møde med den tyske kansler Gerhard Schröder i Hamburg.[kilde mangler]

## Døde og tilskadekomne
| Officielle tal     | Officielle tal |
| ------------------ | -------------- |
| Gidsler            | 334            |
| Politi og civile   | 8              |
| Nødhjælpsarbejdere | 2              |
| Specialstyrker     | 11+            |
| Terrorister        | 31cc           |
| I alt              | 386+           |
| -                  |                |
| Anslået sårede     |                |
| Specialstyrker     | 30+            |
| Andre              | 700            |
| I alt              | 730+           |

Mindst 396 personer, hovedsageligt gidsler, blev dræbt under gidseltagningen. De første af mange begravelser fandt sted dagen efter massakren; lørdag den 4. september, flere fulgte søndag den 5. september og en massebegravelse af 120 dræbte fulgte mandag den 6. september. Den lokale kirkegård var for lille til at kunne klare den store mængde pludselige døde, og måtte udvides med et stort stykke land.
Det præcise antal personer som modtog behandling for skader pådraget under gidseltagningen kendes ikke med sikkerhed, men anslås til at være omkring 700. Den Moskva-baserede militæranalytiker Pavel Felgenhauer anslog, at 90% af gidslerne havde pådraget sig skader i mere eller mindre invaliderende grad. 437 gidsler, inklusive 221 børn, havde skader der krævede hospitalsindlæggelse. 197 børn blev flyttet til børnehospitalet i den Nordossetiske hovedstad Vladikavkaz, 30 af dem i kritisk tilstand overført til intensivafdeling. 62 personer, inklusive 12 børn, blev behandlet på lokale hospitaler i Beslan. 6 svært skadede børn blev fløjet til Moskva for specialbehandling. Størstedelen af børnene blev behandlet for brandsår, skudsår og sår fra granatsplinter, såvel som sår pådraget af miner og bomber. Nogle måtte have amputeret lemmer eller opereret øjne væk og mange af børnene er i dag permanent handicappede af skader, pådraget under gidseltagningen. Den pludselige flodbølge af sårede personer overvældede det lokale hospitalsvæsen, som i lang tid måtte lide under et utilstrækkeligt antal sygesenge såvel som mangel på medicin og operationsudstyr. En måned efter angrebet på skolen var 240 personer – heraf 160 børn – stadig indlagt på hospitaler i Vladikavkaz og Beslan.
Ifølge flere overlevende gidsler blev flere af de unge børn og teenagepiger voldtaget, og deres skrig kunne høres runge gennem skolens korridorer. Det overlevende gidsel Kazbek Dzarasov har udtalt, at terroristerne ville udvælge nogle af de smukkeste teenagepiger, tage dem til et andet rum under påskud om, at de skulle hente vand, voldtage dem for at smide dem tilbage i gymnastiksalen et par timer senere.
Mange af de overlevende børn og forældre lider med svære psykologiske eftervirkninger, og har modtaget psykologisk behandling på et nyopført rehabilitetscenter i Vladikavkaz.
Det vides ikke med sikkerhed, hvor store tab de russiske eliteenheder led under kampene. Officielle tal varierer fra 11 til mere end 20, mens mindesmærket i Beslan kun angiver 10. De dræbte inkluderede 3 kommandanter; fra Vympel: Oberst Oleg Iljin og Oberstløjtnant Dmitry Ratzumovsky, fra Alfa: Major Alexander Petrov.

## Bagmænd og motiv

### Bagmænd

#### Tjetjenske separatister
I lang tid forblev identiteten af gidseltagerne og deres motiv uvist, om end det var bredt antaget fra dag to, at de var tjetjenske separatister fra den nærliggende russiske republik – men den russiske præsidentrådgiver Aslambek Aslakhanov benægtede det: "De var ikke tjetjenere. Da jeg begyndte at tale til dem på tjetjensk svarede de: 'Vi forstår ikke. Tal Russisk'". Overlevende gidsler udtalte dog senere, at en del af gidseltagerne havde talt tjetjensk indbyrdes og kun talt russisk med tyk accent.[kilde mangler]
Den 17. september udsendte den tjetjenske oprørsleder Sjamil Basajev en bekendtgørelse, hvori han tog ansvar for terrorangrebet. Basajev sagde, at hans Riyadus-Salikhin "martyr bataljon" havde udført angrebet. Nogle avisreportere har også forbundet hans stedfortræder Magomet Jevlojev med skoleangrebet. Terrorangrebet i Beslan havde også mange lighedspunkter med de tidligere terrorangreb mod et hospital i den sydrussiske by Budyonnovsk i 1995 og et teater i Moskva i 2002 hvori tusindvis af gidsler blev holdt fanget og som begge også var ledet eller kontrolleret af Sjamil Basajev.[kilde mangler]
Den tjetjenske separatistleder Aslan Maskhadov benægtede omgående enhver forbindelse til angrebet i Beslan, som han kaldte for "terrorisme" og på det strengeste fordømte via hans talsmand Akhmed Zakayev i London, og beskyldte en radikal lokal gruppe for at stå bag. Han opfordrede vestlige regeringer til at indlede forhandlinger mellem Rusland og Tjetjenien og tilføjede: "Jeg benægter kategorisk enhver anklage fra den russiske regering at præsident Maskhadov om, på nogen måde at skulle være involveret i hændelsen i Beslan". Den nordossetiske regeringsembedsmand Izrail Totoonti udtalte senere i maj 2005 - efter at Maskhadov var blevet dræbt - at både Maskhadov og Zakayev havde udtalt, at de: "var rede til at flyve til Beslan eller enhver lufthavn i Nordossetien for at forhandle med de militante.", Zakayev bekræftede denne udlægning.

#### Arabisk og al-Qaeda elementer
Kort efter at gidseldramaet var overstået den 3. september, udtalte officielle russiske kilder, at terroristerne havde været del af en international gruppe, ledet af Sjamil Basajev, der udover tjetjenere også inkluderede en række arabere med forbindelse til al-Qaeda, og informerede om, at de havde opfanget telefonsamtaler på arabisk til Saudi Arabien samt et andet uidentificeret mellemøstligt land.
Mindst to algeriske mænd med britisk opholdstilladelse var blandt de identificerede og navngivne terrorister, som aktivt deltog i angrebet: Osman Larussi og Yacine Benalia. En tredje britisk statsborger ved navn Kamel Rabat Bouralha, der blev arresteret under et forsøg på at forlade Rusland umiddelbart efter angrebet, er mistænkt for at være en nøglespiller i organisationen. Alle tre har haft deres gang i Moskeen Finsbury Park Mosque i det nordlige London. En fjerde person, Abu Omar al-Saif, menes at være al-Qaeda agent og ansvarlig for finansieringen af angrebet.[kilde mangler]

### Motiv

#### Tjetjensk nationalisme
Russiske forhandlere har udtalt, at angriberne aldrig eksplicit redegjorde for deres krav, om end der var nogle håndskrevne noter, som gidseltagerne havde fået et af gidslerne til at skrive i sit skolekladdehæfte, og hvori de oplister en række krav; herunder frigivelse af en række militante tjetjenere taget ved tidligere militæraktioner, fuld troppetilbagetrækning fra Tjetjenien, samt anerkendelse af tjetjensk selvstændighed.[kilde mangler]

#### Islamisk fundamentalisme
Bagmanden for angrebet, Sjamil Basajev, har fastslået, at angribernes mål aldrig var begrænset til blot tjetjensk nationalisme og selvstændighed, men at han og angriberne derimod havde langt mere vidtrækkende ambitioner om oprettelsen af et pan-kaukasisk islamisk emirat (teokrati) over hele det nordlige Kaukasus (inklusive det hovedsageligt kristne Nordossetien), strækkende fra Sortehavet til det Kaspiske Hav.
Nur-Pashi Kulayev, den eneste overlevende gidseltager, vidnede under den efterfølgende retssag om, at valget af en skole og kvinder og børn som mål for angrebet ikke blot var en tilfældighed, men derimod bevidst udvalgt for at generere maksimal desperation og indignation blandt de ossetiske
indbyggere, med det formål at starte en større regional krig i Kaukasus, ligesom valget af det lille Nordossetien – som eneste hovedsageligt kristne samfund i et område, domineret af hovedsageligt muslimske befolkninger – var valgt ud fra et ønske om at skabe religiøse og etniske spændinger.[kilde mangler]
Sjamil Basajev og terroristerne håbede derved, at de ortodoks kristne ossetere ville hævne sig på deres muslimske ingushetiske og tjetjenske naboer og derved fremme etnisk og religiøst had og konflikt i hele det nordlige Kaukasus. Ingushetien og Nordossetien havde tidligere været involveret i en kort men blodig konflikt i 1992 over områder i den nordlige del af Nordossetiens Prigorodny disktrikt. En konflikt, der dengang efterlod omkring 600 døde og 50.000 fordrevne. Vladimir Putin og de russiske myndigheder underspillede konsekvent den ingushetiske andel i angrebet – som stod for over halvdelen af angriberne – sandsynligvis i et forsøg på at neddæmpet sådanne regionale etniske konflikter.[kilde mangler]
Umiddelbart efter terrorangrebet i Beslan var der flere reportager om, at ossetiske borgere efter en 40 dages sørgeperiode ville søge hævn, men modsat forventet afstod de i det store hele fra nogen omfattende modreaktion mod naborepublikkerne, hvilket den russisk ortodokse patriark Aleksej II senere med rosende ord beskrev som, at de ved deres tilbageholdenhed havde reddet Kaukasus fra krig. Imidlertid informerede præsidentens rådgiver for det Sydlige føderale distrikt i juli 2007, at en ossetisk gruppe var involveret i kidnapninger som hævn for terrorangrebet i Beslan. Den Moskva-udsendte oberstløjtnant Alikhan Kalimatov, som skulle undersøge sagen nærmere, blev skudt og dræbt af ukendte gerningsmænd den 18. september 2007.

### Krav
Der har været en del polemik omkring hvorvidt og i givet fald hvad gidseltagerne stillede af krav i forbindelse med gidseltagningen. En fredelig forhandlingsløsning på basis af fremstillede krav syntes aldrig at have figureret særlig centralt i hele gidseltagningen, og i en ellers nøje planlagt operation havde gidseltagerne ingen fastlagt plan om, hvordan eventuelle krav skulle formidles. Til at begynde med sagde de russiske myndigheder, at gidseltagerne ikke havde udsendt specifikke krav, om end det ser ud til, at en af gidseltagerne den første dag (omkring 11:00-11:30) havde fået et af gidslerne til at nedskrive nogle krav i sit skolekladdehæfte, som blev videregivet til en førstehjælpslæge. Heri stod:
| „ | Vi kræver tilstedeværelsen og forhandlinger med republikkens præsident Dzasokhov, Ingusjiens præsident Ziazikov, børnelægen Rashailo. Hvis nogle af os bliver dræbt, vil vi skyde 50 personer. Hvis nogle af os bliver såret, dræber vi 20 personer. Hvis 5 af os bliver dræbt, sprænger vi alt i luften. Hvis lys, kommunikation afskæres et minut, skyder vi 10 personer (Undersøgelsesprotokollen, arkivsider 196-198, under indledende retssag den 19. januar 2006) | “ |

Notatet indgik senere i retssagen mod gidseltageren Nur-Pashi Kulayev.
(Skoleeleven som blev tvunget til at skrive notatet stavede Roshdals navn forkert, (Rashailo)). Notatet inkluderede også et telefonnummer, som ifølge pravdabeslana.ru var 8-928-728-33-74.
Senere samme dag (omkring 16:00-16:30) blev det samme gidsel frigivet og medbragte et lignende notat, denne gang med et rettet telefonnummer (47 til sidst i stedet for 74), og tilføjet Ingushetiens forhenværende præsident Ruslan Aushev til personerne, som de krævede, skulle være tilstede. Det vides ikke med sikkerhed, men måske gidseltagerne tog fejl af børnelægen Roshal og Vladimir Rushailo.
Dzasokhov og Ziazikov nægtede at komme, men Ruslan Aushev indvilligede, og det lykkedes ham at overtale gidseltagerne til at frigive 26 gidsler – 11 ammende mødre og 15 børn. Aushev snakkede med gidseltagerne (andendagen, omkring 16:45) og tog et lille håndskrevet notat skrevet på et stykke 32x20 cm ternet papir med ud. Notatet gik noget mere i detaljer, med det er usikkert, hvem der fik læst det. Notatet læste:[kilde mangler]
| „ | Vladimir Putin, det var dig der startede denne krig. Men du kan stoppe den hvis du har nok mod og beslutsomhed som de Gaulle. Vi tilbyder dig en fornuftig fred baseret på gensidig fordel efter princippet - uafhængighed i bytte for sikkerhed. I tilfælde af troppetilbagetrækning og anerkendelse af den tjetjenske republik Ichkeria, vil vi være nødt til ikke at lave nogle politiske, militære eller økonomiske traktat med nogen der er imod Rusland, ikke at have fremmede militærbaser på vores territorium endda temporært, ikke at støtte og ikke finansiere grupper eller organisationer der udfører militære kampe mod RF [Den russiske føderation], at være del af rubelzonen, at indgå i SNG. Ud over dette, kan vi underskrive en traktat, selvom status som neutral stat er mere acceptabel for os. Vi kan også garantere at alle muslimer giver afkald på væbnet kamp mod RF, for mindst 10 til 15 år, under betingelse af religionsfrihed. Vi står ikke i forbindelse med lejlighedsbomberne i Moskva og Volgodonsk, men vi kan påtage os ansvaret for disse på en acceptabel måde. Det tjetjenske folk leder en national frihedskamp for dets frihed og uafhængighed, for dets egen beskyttelse og ikke for ødelæggelse eller ydmygelse af Rusland. Vi tilbyder fred, men valget er dit. Allahu Akbar! [Gud er stor!] | “ |

## Gidseltagernes antal og identitet
Ifølge officielle talsmænd deltog 32 terrorister direkte i angrebet, hvoraf to var kvinder (shahidkas) - en blev taget i live, mens de resterende 31 blev dræbt. Det præcise antal er dog stadig ikke klart fastlagt, eftersom flere andre kilder kommer med et større antal, og regeringsudtalelser og dokumenter ofte er kommet med andre og indbyrdes modstridende tal.[kilde mangler]
Mange af de overlevende gidsler og andre øjenvidner mener, at der var en del flere terrorister, hvoraf nogle kan have undsluppet i live. Uofficielle tal går så højt som 52, hvoraf der var fire og ikke to kvinder. Nogle mener, at tre og ikke blot en, var blevet taget i live, hvoraf lederen Vladimir Khodov og en kvinde skulle være iblandt.
Ifølge Sjamil Basajev havde der været 33 gidseltagere (han brugte betegnelsen: "mujahedinere" – helligkrigere) direkte involveret i angrebet: 12 tjetjenske mænd, 2 tjetjenske kvinder, 9 ingusjiere, 3 russere, 2 arabere, 2 ossetere, en tatar, en kabardin og en guran.
Identiteten på syv af terroristerne blev frigivet den 6. september 2004, efter tre dages retsmedicinsk arbejde og interview med overlevende gidsler og den fangede gidseltager. Måneden efter, november 2004, sagde russiske myndigheder, at 27 ud af de 32 gidseltagere var blevet identificeret. Men året efter, den 12. september 2005, sagde den offentlige anklager i sagen mod den overlevende gidseltager, at kun 22 af de 32 gidseltagere var blevet identificeret
Retsmedicinske undersøgelser viste også, at 21 af terroristerne havde taget heroin såvel som morfin, i hvad der normalt ville være dødelige doser. Den officielle rapport nævnte senere disse narkotika som en af grundene til terroristernes exceptionelle grusomhed samt deres evne til at fortsætte med at kæmpe, selv når de blev hårdt sårede og antagelig ellers i stor smerte.

### Bagmænd, planlæggere og finansieringsmænd
- Sjamil Basajev – Tjetjensk selverklæret terroristleder. Tog selv ansvaret for angrebet. Blev selv dræbt af russiske styrer i Ingushetien i 2006[80][81].
- Kamel Rabat Bouralha – algiersk–britisk mand med tilknytning til den ekstremistiske islamiske moske ved Finsbury Park i London. Arresteret i Tjetjenien i 2004. Mistænkt for at have organiseret angrebet.[82]
- Abu Omar al-Saif – saudiarabisk wahabit med tætte forbindelser til internationale jihad-netværk. Mistænkes for at have finansieret angrebet med midler indsamlet i moskeer på den arabiske halvø. Var også involveret i terrorangrebet mod en række lejligheder i Moskva og Volgodonsk i 1999 (Terrorangrebet mod boligkomplekser, Rusland 1999). Blev selv dræbt af russiske styrker i den russiske republik Dagestan i 2005.[83]
- Magas Akhmed/Magomet Jevlojev – Ingusjietisk-tjetjensk krigsherre med tætte forbindelser til Sjamil Basajev og hans senere efterfølger. Først antaget som en af gidseltagerne på selve skolen.[kilde mangler]
- Abu Zaid – Kuwaitisk islamist og salafist jihadkriger med bånd til al-Qaeda. Ansvarlig for blandt andet at træne tjetjenske selvmordsterrorister. Blev dræbt af russiske styrker i Ingushetien i 2005.[84][85]

### Gidseltagere
Ikke alle terrorister som deltog i angrebet på skolen, er efterfølgende blevet identificeret.
Ledere
- Ruslan Khuchbarov kaldet Polkovnik (dvs. "Obersten") – var lederen af gruppen. Ruslan var fra en landsby i Ingushetien og eftersøgt for et dobbeltmord i 1998.[86]
- Vladimir Khodov gik under Abdullah – en islamisk konvertit og etnisk ukrainer fra det nærliggende Elkhotovo, hvor han var eftersøgt for voldtægt og bombeangreb. Han var selv tidligere elev på skolen, hvor terrorangrebet fandt sted.
- Fantomas – en uidentificeret etnisk slaver (han havde fjernet sin maske under angrebet), menes at have været en af Sjamil Basajevs bodyguards. Ukendt oprindelse, muligvis russer[22]
- Ali Taziyev – tidligere ingushetisk politimand, som muligvis har forhandlet på vegne af gidseltagerne. Muligvis stjålet identitet. Nogle officielle dokumenter siger, at han var blandt de, der organiserede angrebet, men ikke selv til stede på skolen.[87]

Identificerede mandlige terrorister
- Magomed Aushev – fra Ingusjien.
- Yacine Benalia – en algiersk-britisk mand ligeledes med tilknytning til den ekstremistiske islamiske moske ved Finsbury Park i London[88].
- Sultan Kamurzayev – en tjetjener fra Kasakhstan.
- Magomet Khochubarov – en tjetjener
- Han-Pashi Kulajev – tjetjener. Storebror til Nur-Pashi. En tidligere bodyguard til Basajev. Havde været indsat i russisk fængsel før angrebet, men frigivet da han blev klassificeret som invalid i forbindelse med, at han fik amputeret den ene arm[89]
- Nur-Pashi Kulayev – en 24-årig tjetjener. Eneste overlevende terrorist, nu idømt livsvarigt fængsel[90].
- Adam Kushtov – 17-årig mand fra Ingushetien.
- Abdul-Azim Labazanov – 31-årig tjetjener født i Kasakhstan. Havde før kæmpet på russisk side under den første tjetjenske krig.
- Osman Larussi – en algiersk-britisk mand med tilknytning til en moske ved Finsbury Park[88]
- Arsen Merzhoyev – 25-årig tjetjener.
- Mayrbek Shaybekhanov – tjetjensk mand[91][92]
- Issa Torshkhoyev – en 26-årig tjetjener[93]
- Bei-Alla Tsechojev (også "Bay" eller "Ala") – en 31-årig mand fra Ingushetien.
- Musa Tsechojev – en 35-årig mand fra Ingushetien. Bror til Bei-Alla. Ejede GAZ-66 lastbilen terroristerne brugt til at fragte dem selv og deres våben.

Identificeret kvindelige terrorister
I april 2005, blev identiteten af de to kvindelige selvmordsbombere afsløret.
- Roza Nagajeva – en tjetjensk kvinde fra Kirov-Yurt. Søster til Amnat Nagajeva, som kort forinden den 24. august 2004 som selvmordsterrorist selv havde bragt et af de to civile russiske indenrigsfly til sprængning, hvorved 43 var blevet dræbt. Roza Nagajeva var før fejlagtigt blevet udpeget som selvmordsterroristen, der den 31. august 2004 havde udført et selvmordsbombeangreb mod Rizhskaja; en metrostation i Moskva[94].

- Mairam Taburova – en tjetjensk kvinde fra landsbyen Mair-Tub[94].

Andre terrorister
I november 2004, blev den 28-årige mand Akhmed Merzhoyev og den 16-årige pige Marina Korigova, begge fra Sagopshi i Ingushetien, anholdt. Merzhoyev blev anklaget for at have givet mad og udstyr til terroristerne, og Korigova for at have en telefon, som gidseltageren Tsechoyev flere gange havde ringet til i løbet af gidseltagningen. Marina Korigova blev senere frigivet, efter at det blev bevist, at hun havde fået foræret telefonen af en bekendt, efter at gidseltagningen var ovre.
I august 2005 lykkedes det russiske styrker i Ingushetien at dræbe en mand ved navn Iznaur Kodzoyev, som de mente var en af de 32 terrorister på skolen. Ifølge andre officielle udtalelser burde Kodzoyev imidlertid allerede have været død den 3. september 2004, hvor hans lig blev fundet mellem de dræbte. Andre kilder havde fejlagtigt erklæret ham død flere måneder før angrebet.

## International reaktion

### Fordømmelser
| „ | Ingen sag, intet formål og ingen situation kan berettige, at børn tages som gidsler. Vores tanker og dybeste medfølelse går til ofrene og deres familier | “ |
|   | — Anders Fogh Rasmussen |   |

Terrorangrebet mod skolen i Beslan blev mødt med international afsky og universel fordømmelse.
- FN's sikkerhedsråd fordømte terrorangrebet i de stærkeste vendinger og opfordrede stater til aktivt at samarbejde med de russiske myndigheder for at få stillet de ansvarlige til regnskab (1. september 2004)[97].

- På vegne af Europa-Kommissionen kaldte dens præsident Romano Prodi "drabene på disse uskyldige mennesker" for "en ond, foragtelig og barbarisk handling" (3. september 2004)[98].

- Sydafrikas Nelson Mandela kaldte angrebne for en "umenneskelig og barbarisk terrorisme" og videre at ”mordet på uskyldige børn på ingen måde kan retfærdiggøres under nogle som helst omstændigheder, og i særdeleshed ikke af politiske grunde" (4. september 2004)[99]

- Pave Johannes Paul fordømte angrebne som en "ussel og ubarmhjertig aggression mod forsvarsløse børn og familier." (5. september 2004)[100]

- FNs generalsekretær Kofi Annan fordømte angrebne som et "brutalt og meningsløst nedslagtning af børn" og "terrorisme, hverken mere eller mindre" (7. september 2004)[101]

- Amerikas præsident George W. Bush sagde i en tale til FN's generalforsamling, at terroristerne i Beslan ”måler deres succes [...] i de uskyldiges død og i sørgendes familiers smerte" (21. september 2004)[102]. Senere i 2005 refererede han til angrebet med "terroristmassakren på skolebørnene i Beslan" (14. september 2005)[103]

- Den britiske premierminister Tony Blair beskrev terroristangrebne som en ”barbarisk handling" (4. september 2004)[104]

- En gruppe internationale menneskeretsorganisationer, inklusive Amnesty International, fordømte angrebne som en ”afskyelig handling" som "udviste hjerteløs ligegyldighed for civiles liv". De konkluderede at det var ”et angreb på de mest fundamentale rettigheder – rettigheden til livet; vore organisationer fordømmer denne handling uden forbehold." (8. september 2004)[105]

## Dom over Rusland
Den Europæiske Menneskerettighedsdomstol idømte 13. april 2017 Rusland en bøde på knap 3 mio. EUR (2.955.000 EUR) i en erstatningssag anlagt af flere af de pårørende til ofrene i terrorangrebet. De russiske myndigheder blev erklæret for ukoordinerede og for hastige i deres måde at løse belejringen på.

## Mulig hævn på familierne til de dræbte russiske soldater
Kastet ind i en kamp, hvor selv lederne af de russiske styrker i Tjetjenien, af frygt for tjetjenske terroristers hævn på deres familie, føler det nødvendigt kun at optræde uden navns nævnelse og anonymiseret med maske, har der været nogen bekymring for sikkerheden af familierne til de russiske specialstyrker, der omkom i kamp. Ifølge russiske myndigheder har terrorister, associeret med angrebet i Beslan, nærstuderet fotos og filmklip og andet, der kan hjælpe dem med til at finde frem til adressen på de dræbte soldaters familie, for at kunne få blodhævn.
Mikhail Kuznetsov Borisovich som var major i specialenheden Vympel og blev dræbt i Beslan, efterlod sig en kone og ung datter (15år) og søn (10år). I august 2007 skulle der indvies et offentligt mindesmærke for major Borisovich i den lille landsby hvor han boede med sin familie, og hvor de tre stadig bor. Men kort før indvielsen blev den da 18-årige datter Oksana Kuznetsova på mystisk vis pludselig angrebet af ukendte gerningsmænd og dolket ihjel med en kniv i maven. Angrebsmændene stjal intet fra den dræbte pige og er ikke siden fundet. Landsbyen, hvor familien boede, er ellers en fredelig lille landsby, hvor alle kender hinanden, og hvor der som regel ikke sker noget værre end en stjålet høne nu og da.[kilde mangler] Tjetjenske terrorister er under mistanke for drabet på Oksana.[kilde mangler]

## Medier
Følgende medier supplerer artiklen:

### Bøger
- Beslan: The Tragedy of School Number 1 af Timothy Phillips (London: Granta Books, 2007) (ISBN 1-86207-927-7) (engelsk)
- Terror at Beslan: A Russian Tragedy with Lessons for America's Schools (ISBN 0-9767753-0-1) (Review Arkiveret 26. september 2007 hos  Wayback Machine) (engelsk)
- The 2002 Dubrovka and 2004 Beslan Hostage Crises: A Critique of Russian Counter-Terrorism (ISBN 3-89821-608-X) (engelsk)
- Black Widow. Fiktion. Roman af den australske forfatter Sandy McCutcheon. (ISBN 1-920769-74-9) (McCutcheon's egen blog med beskrivelse af bogen) (engelsk)

Englebyen. Erika Fatland. ISBN 978-87-11-40836-0
Erika Fatland norsk socialantropolog og forfatter beskriver terroraktionen og tiden derefter og dens betydning for byen og dens indbyggere.

### Film
- Children of Beslan Arkiveret 10. januar 2010 hos  Wayback Machine (2005). En dokumentarfilm produceret og instrueret af Ewa Ewart og Leslie Woodhead i et samarbejde mellem HBO og BBC. Nomineret til en Emmypris i tre forskellige kategorier i 2006, og tildelt en britisk pris af Royal Television Society for den bedste dokumentarfilm. (engelsk)
- Three Days in September Arkiveret 17. december 2012 hos  hos Archive.is (2006). Instrueret af Joe Halderman, stemme af Julia Roberts. (engelsk)
  - IMDB Full Credits
  - Trailer Arkiveret 19. september 2006 hos  Wayback Machine
- The Beslan Siege (2005). TV-dokumentar af britiske October Films. Instruktør: Richard Alwyn, producer: Liana Pomeranzev. Vandt den italienske pris Prix Italia i 2006 for bedste dokumentarfilm. (engelsk)
  - IMDB
- Terug naa Beslan (Tilbage til Beslan/Return to Beslan). (2005) En hollandsk dokumentarfilm produceret af Nederlandene offentlige TV & Radio. Vandt i 2005 (som den første hollandske produktion nogen sinde) en Emmy i kategorien: "Best Continuing News Coverage". (engelsk)
  - Terug naa Beslan Arkiveret 15. december 2018 hos  Wayback Machine (Dokumentarfilmen) (nederlandsk/hollandsk)
- Beslan Arkiveret 13. august 2006 hos  Wayback Machine (2009). Featurefilm produceret af Firefly Films. Producer: Matthew Hobbs. Ikke færdiggjort. (engelsk)

### Musik
- "Black Widow's Eyes" af The Who (engelsk)
  - http://music.aol.com/videos/the-who-live-concert/pete-townshend-commentary Arkiveret 23. marts 2007 hos  Wayback Machine
- "Nichya" ("Ingen") af T.a.T.u er dedikeret til Beslans børn og familier, og blev spillet af T.a.T.u i Beslan. (engelsk)

### Nyhedsartikler og analyse

#### Analyser
- "The School. Arkiveret 16. maj 2008 hos  Wayback Machine" Feature by C.J. Chivers. Esquire, June 2006, Volume 145, Issue 6. Sidst tilgået 4. oktober 2007. (engelsk)
- "Killers Set Terms, a Mother Chooses." En 2005 feature og Pulitzerprisvinner af Kim Murphy, Los Angeles Times. Sidst tilgået 4. oktober 2007. (engelsk)
- "Pravda Beslana", offentlig undersøgelser af terrorangrebet i Beslan, Sidst tilgået 4. oktober 2007. (russisk)

#### Nyhedsartikler
- Gidseldramaet i Beslan, Danmarks Radios dækning. Sidst opdateret 8. september 2004. Sidst tilgået 4. oktober 2007.
- To døgns maretidt i Skole Nummer 1, TV 2, 3. september 2004. Sidst tilgået 4. oktober 2007.
  - Gidseldrama – minut for minut Arkiveret 4. oktober 2008 hos  Wayback Machine, TV 2, 3. september 2004. Sidst tilgået 4. oktober 2007.
- "One little boy was shouting: 'Mama.' She couldn't hear him. She was dead." The Telegraph. Sidst tilgået 4. oktober 2007. (engelsk)
- "Beslan Children Testify Arkiveret 19. maj 2006 hos  Wayback Machine". By Yana Voitova, St. Petersburg Times. Sidst tilgået 4. oktober 2007. (engelsk)
- "School siege timeline" BBC News, 4. september 2004. Sidst tilgået 4. oktober 2007. (engelsk)
  - "Attackers storm Russian school BBC News, 1. september 2004. Sidst tilgået 4. oktober 2007. (engelsk)
  - "Force ruled out in Russian siege", 1. september 2004 BBC News. Sidst tilgået 4. oktober 2007. (engelsk)
  - "Group released from siege school", 1. september 2004 BBC News. Sidst tilgået 4. oktober 2007. (engelsk)
  - "Bloody end to Russia school siege", 3. september 2004 BBC News. Sidst tilgået 4. oktober 2007. (engelsk)
  - "Siege school yields more bodies", 4. september 2004 BBC News. Sidst tilgået 4. oktober 2007. (engelsk)
  - "Graphical timeline and basic overview Arkiveret 16. december 2007 hos  Wayback Machine", 4. september 2004 BBC News. Sidst tilgået 4. oktober 2007. (engelsk)
- "Eyewitness accounts" BBC News. Sidst tilgået 4. oktober 2007. (engelsk)
- "Hostages murder detailed report", 2. september 2004, Caucasus Times. Via Internet Archive. Sidst tilgået 4. oktober 2007. (engelsk)
- "Kazbek Torchinov så lig blive smidt ud tidlig morgen den 2. september Arkiveret 23. september 2006 hos  Wayback Machine", Novaya Gazeta. Sidst tilgået 4. oktober 2007. (russisk)
- "Hvor kan alle de forsvundne personer være?, Izvestia, 6. september 2004. Via Internet Archive. Sidst tilgået 4. oktober 2007. (russisk)
- "Lægeudtalelser om de behandlede gidsler, Gazeta.ru, 4. september 2004. Sidst tilgået 4. oktober 2007. (russisk)
- "Basajev og hans "oberst" snød de andre gidseltagere – om retssagen med den sidste gidseltager Arkiveret 15. december 2005 hos  Wayback Machine", Lenta.ru, 7. september 2004. Sidst tilgået 4. oktober 2007. (russisk)
- "Report on Aushev fortæller om hans forhandlinger med terroristerne der besat skolen i Beslan, newsru, 28. september 2004. Sidst tilgået 4. oktober 2007. (engelsk)
- "Hjælpe med at finde! Billeder af manglende gidsler Arkiveret 26. oktober 2004 hos  Wayback Machine", Novye Izvestia. Sidst tilgået 4. oktober 2007. (engelsk)

### Sider om terrorangrebet lavet af tidligere gidsler
- Hope for Beslan Arkiveret 12. oktober 2007 hos  Wayback Machine. Sidst tilgået 4. oktober 2007 (engelsk)
- Hjemmeside lavet af overlevne gidsler. Via archive.org. Sidst tilgået 4. oktober 2007. (russisk)
- "Beslans stemme". Sidst tilgået 4. oktober 2007. (russisk)

### Foto og video
- Galleri af omkomne gidsler. Sidst tilgået 4. oktober 2007.
- Fotoreportager: huh7 Arkiveret 5. marts 2008 hos  Wayback Machine, huh6 Arkiveret 22. december 2007 hos  Wayback Machine, huh5 Arkiveret 29. september 2007 hos  Wayback Machine. Sidst tilgået 4. oktober 2007.
- Terrorangrebet i Beslan (stærke billeder!) Arkiveret 29. januar 2009 hos  Wayback Machine. Sidst tilgået 4. oktober 2007 (engelsk)
- Fotoreportage af den tyske journalist Christian Kautz, der besøgte skolen i Beslan i 2005 Arkiveret 29. september 2007 hos  Wayback Machine. Sidst tilgået 4. oktober 2007. (tysk)
- Terror in Russia. An interactive feature, New York Times. Sidst tilgået 4. oktober 2007 (engelsk)
- In pictures. The Beslan School Siege, September 2004, The Guardian. Sidst tilgået 4. oktober 2007. (engelsk)
- "Russian TV broadcasts siege video" BBC News, 7. september 2004. Sidst tilgået 4. oktober 2007. (engelsk)
- 147 skærmbilleder fra BBC News og CNN. Sidst tilgået 4. oktober 2007. (russisk)
- "Beslan. To remember school siege victims", BBC News. (engelsk)
- Dispatches Beslan Arkiveret 4. juni 2011 hos  Wayback Machine, Documentary with interviews of people directly involved and affected by the siege. (video). Sidst tilgået 4. oktober 2007. (engelsk)
- Life after Beslan. Kevin Sites photo essay (15 images). Sidst tilgået 4. oktober 2007. (engelsk)
- Videooptagelser fra terrorangrebet i Beslan. Sidst tilgået 4. oktober 2007.
- Billeder af børn, lærer og forældre der blev dræbt under terrorangrebet. Sidst tilgået 4. oktober 2007.
- Geiseldrama: Bilder aus der Schule von Beslan, Der Speigel (tysk)

### Undersøgelse og retssag
- Transskriptioner af retssagen mod Nur-Pashi Kulayev. Sidst tilgået 4. oktober 2007. (russisk)